# Cantonul Ussel-Est
Cantonul Ussel-Est este un canton din arondismentul Ussel, departamentul Corrèze, regiunea Limousin, Franța.

## Comune
- Mestes
- Saint-Étienne-aux-Clos
- Saint-Exupéry-les-Roches
- Saint-Fréjoux
- Ussel (parțial, reședință)
- Valiergues